# Mick Herron
Mick Herron (ur. 11 lipca 1963 w Newcastle) – brytyjski pisarz kryminałów i thrillerów, zdobywca nagrody Złoty Sztylet, przyznawanej przez Stowarzyszenie Pisarzy Literatury Kryminalnej w 2013 roku za powieść Martwe Lwy. Na podstawie jego powieści powstał serial Kulawe konie.

## Twórczość

### CyklZoë Boehm
- Down Cemetery Road (2003)
- The Last Voice You Hear (2004)
- Why We Die (2006)
- Smoke and Whispers (2009)

### CyklThe Slough House
- Slow Horses (2010), wydanie polskie: Kulawe konie, tłum. A. Krochmal, R. Kędzierski, Insignis Media, Warszawa 2021
- Dead Lions (2013), wydanie polskie: Martwe lwy, tłum. A. Konieczka, Insignis Media, Warszawa 2021
- The List (2015 opowiadanie)
- Real Tigers (2016), wydanie polskie: Prawdziwe tygrysy, tłum. A. Krochmal, R. Kędzierski, Insignis Media, Warszawa 2022
- Spook Street (2017), wydanie polskie: Ulica szpiegów, tłum. A. Krochmal, R. Kędzierski, Insignis Media, Warszawa 2022
- London Rules (2018), wyd. polskie: Londyńskie zasady, tłum. R. Kędzierski, Insignis Media, Warszawa 2023
- The Drop (amerykański tytuł: The Marylebone Drop; opowiadanie z 2018)
- Joe Country (2019)
- The Catch (2020, opowiadanie)
- Slough House (2021)

### Inne powieści
- Reconstruction (2008)
- Nobody Walks (2015)
- This Is What Happened (2018)

## EkranizacjaThe Slough House
Na podstawie powieści z cyklu  The Slough House powstał serial Kulawe konie (Slow Horses), produkowany dla Apple TV+. Platforma przedłużyła go o 3. i 4. sezon – oparte odpowiednio na powieściach Prawdziwe tygrysy i Ulica szpiegów.